# مرد کامل
مرد کامل (انگلیسی: The Perfect Man) فیلمی در ژانر کمدی رمانتیک به کارگردانی مارک روسمان است که در سال ۲۰۰۵ منتشر شد.

## خلاصه
مادری تنها شروع به دریافت ایمیل های عاشقانه از طرف یک تحسین کننده مخفی می کند، غافل از اینکه این مرد عالی واقعا ساخته دخترش است که سعی دارد او را شاد کند...

## بازیگران
- هیلاری داف
- کریس نوت
- مایک اومالی
- بن فلدمن
- کارولین رئا
- آریا والاس
- مگی کستل